# 惣郷正明
惣郷 正明（そうごう まさあき、1912年9月16日 - 1993年4月16日）は、日本の英学史・辞書史学者。

## 人物
広島県出身。九州帝国大学法文学部卒、朝日新聞記者、国立国語研究所国語辞典編纂員、のち朝日新聞社友。

## 著書
- 『図説日本の洋学』築地書館 1970
- 『辞典の話』東京堂出版　1971
- 『辞書風物誌』朝日新聞社　1973
- 『サムライと横文字』エンサイクロペディアブリタニカ　1977
- 『辞書漫歩』朝日イブニングニュース社　1978　のち東京堂出版
- 『辞書とことば』南雲堂　1982
- 『英語学び事始め』朝日イブニングニュース社　1983
- 『洋学の系譜 江戸から明治へ』研究社出版　1984
- 『洋語辞書事始』日本古書通信社　1986　こつう豆本
- 『古書の世界と言葉』南雲堂・叢書・ことばの世界　1988
- 『日本語開化物語』1988　朝日選書
- 『日本英学のあけぼの 幕末・明治の英語学』創拓社　1990

### 共編
- 『辞書解題辞典』朝倉治彦共編　東京堂出版　1977
- 『明治のことば辞典』飛田良文共編　東京堂出版　1986
- 『目で見る明治の辞書』編 辞典協会　1989

## 参考
- 『洋学の系譜 江戸から明治へ』著者紹介
- 惣郷正明先生略年譜・研究業績一覧 英学史研究 1993